# ブーム法
ブーム法（ブーム核酸抽出法）は、生体試料から核酸を単離するための固相抽出法の一つである。
ブーム法の特徴は「シリカビーズに核酸（NA）を吸着させること」である。

## 概要
ブーム法（ブーム核酸抽出法）は、生体試料から 核酸を単離するための固相抽出法である

。この方法は、「シリカビーズに核酸（NA）を吸着させること」によって特徴づけられる。
「ブーム法」の名前は、発明者の一人、ウィレム·Rブームの名前に由来している。ブーム法は、
生体資料から核酸（NA）を単離するための手法として、最も普及している方法の一つである。
ブーム法は、生物学的サンプルからNAを精製するための、簡便、迅速、かつ信頼性の高い方法として知られている。
ブーム法の基本原理はカオトロピック効果である。即ち、ブーム法は、
「カオトロピック物質の存在下で、NAが、シリカビーズに固層吸着すること」を基本原理としている。
ブーム法は、1990年ごろブームらによって発明、開発されたとされる。しかしながら、前述のカオトロピック効果自体は、ブームよりも前に
Vogelstein と Gillespieによって報告されていた

。
従って、ブームらの正味の貢献は、US5234809にいわれるような「精製度の悪い出発材料に、この方法を適用化するために最適化
された短いステップの手法」に縮減して考えるべきかもしれない。
ここで、「シリカ」という単語の意味について補足する。
狭義には、「シリカ」は、SiO2の結晶を意味するが、他の形態のシリカ粒子も可能である。
特に非晶質酸化シリコンとガラス粉末、アルキルシリケート、アルミニウムシリケート（ゼオライト）
、-NH2によって活性化されたシリカは、Boom法における核酸結合性固相材料として適している。
次節以降、本方式の手順と基本原理を説明する。

## 手法の概略

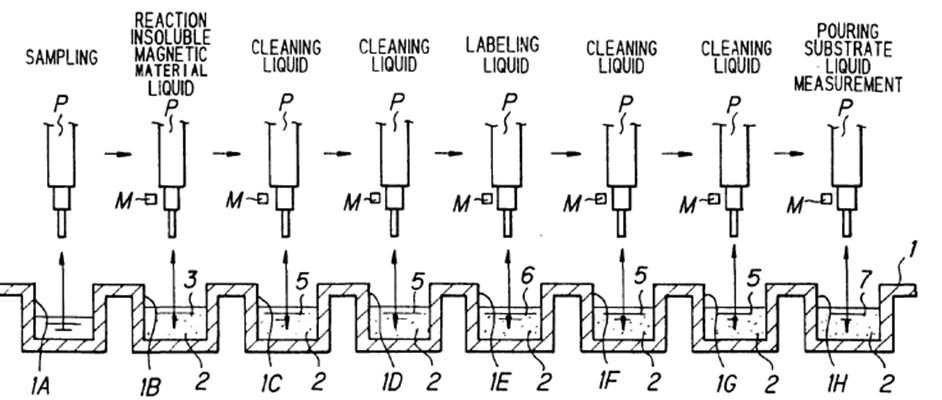
Fig. 1:
田島ピペット方式による、Boom法の工程。 田島ピペットの構造については、Fig. 2に示す。

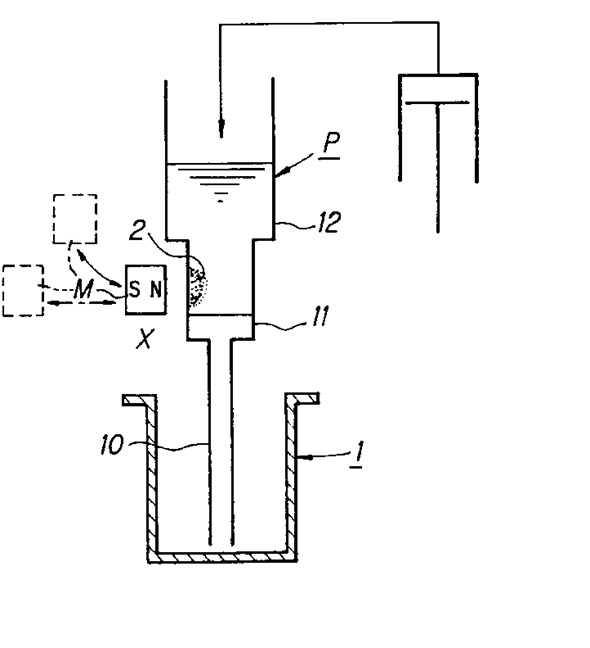
Fig. 2:田島ピペットの模式図。

ブームの方法による核酸の単離工程は、本質的に以下の4つのステップを
から構成されている

（図1を参照のこと）。
（a）溶解/均質化。

出発物質の溶解物は、例えば、出発材料をタンパク質分解酵素と界面活性剤洗剤の存在下で処理する等の工程によって得られる。

（b）"(a)"の出発物質にカオトロピック物質とシリカビーズを添加

シリカビーズにNAを結合させるために、出発物質の溶解物は、十分多くのカオトロピック物質と混合される。
カオトロピック効果により、水溶液中を浮遊するNAが、ほぼ瞬時にシリカビーズに結合される。
このようにして、シリカ - 核酸複合体が形成されている。 シリカ - 核酸複合体が形成される機序については、次節にて述べる。

（c）シリカビーズの洗浄

このステップでは、（b）のシリカビーズを汚染物質を除去するために数回洗浄する。洗浄の工程は、概ね以下の通り。
- - シリカビーズを、例えば田島ピペット(図1,2を参照)やペレットダウン等にて溶液中から回収する。
  - ボルテックス等を用いて、シリカビーズを、カオトロピック剤を含んだウォッシュバッファー中に再分散させる。
  - 前記工程にて再分散させたシリカビーズを、再び回収する
  - 続いて、アセトンを含有したアルコール水溶液んて洗浄する。
  - 好ましくは、乾燥工程が続けて行われる。

（d）シリカビーズに結合した核酸を分離する

シリカビーズに結合した核酸を、シリカビーズから分離する。洗浄された（そして、好ましくは乾燥した）シリカ - 核酸複合体
バッファー中のカオトロピック物質の濃度が低いバッファ中にいれると、
純粋なNAがバッファー中に溶出する。バッファとしては、TEバッファー、アクアbidestとして溶出緩衝液中
カオトロピック塩の濃度の最適値は、核酸の種類（DNA/RNA,ds/ss，環状、線状等)に依存する。

## 基本原理
Boom法の基本原理
は、カオトロピック効果である

。Boom法は、即ち、カオトロピック剤の存在下での、シリカ粒子や珪藻類の核酸結合特性に基づいている。
本節では、カオトロピック効果の観点から、シリカの核酸結合性のメカニズムを説明する。
簡単に言えば、カオトロピック効果とは、水溶液中で、カオトロピックアニオン等のカオトロピック剤が水の構造を乱し、疎水結合を弱めることである。

広義には、カオトロピック剤は、タンパク質や核酸の一次構造はそのままとし、二次、三次および/または四次構造を変化させることができる物質全般を意味する。
カオトロピック塩の水溶液は、カオトロピック剤である。
カオトロピック陰イオンは、水素結合、ファンデルワールス力、疎水性効果などの非共有結合力によって媒介される分子間相互作用を阻害することによって、
システムのエントロピーを増大させる。
カオトロピック塩の例としては、例えば、チオシアン酸イオン、ヨウ素イオン、過塩素酸イオン、硝酸イオン、臭素イオン、塩素イオン、酢酸イオン、フッ素イオン、硫酸イオン、
または、これらの相互の組合せが考えられる。カオトロピック効果の強さ、即ち、
水溶液中で水の構造を乱し、疎水結合を弱める効果は、強いほうから順に
チオシアン酸イオン＞ヨウ素イオン＞過塩素酸イオン＞硝酸イオン＞臭素イオン＞塩素イオン＞酢酸イオン＞フッ素イオン＞硫酸イオン
である

。
ブーム法の原法によれば、カオトロピックグアニジニウム塩は、好ましくは、グアニジンチオシアネート（GuSCN）を用いるのが良いとされる。

カオトロピック効果によって、カオトロピック塩の存在下において、NAの水和水が、NAの骨格をなすリン酸基の、リン酸ジエステル結合から奪われるため、
リン酸基がむき出しとなり、むき出しのシリカとリン酸基の間に、疎水結合が形成される。

## Notes and References

### Notes
1. ↑  
Boom, et. al; US5234809 , EP0389063  
の優先日から推定。
2. ↑  
以下の文献は、
"Boom, et. al; US5234809 , EP0389063  及び、そのファミリーパテントにて引用されている。
  - B Vogelstein and D Gillespie;"Preparative and analytical purification of DNA from agarose" PNAS 1979 vol. 76 no. 2 pp.615-619

### References
1. 1 2 3  
Boom, et. al; US5234809 , EP0389063  and their family patents.
2. 1 2 3  
R Boom, C J Sol, M M Salimans, C L Jansen, P M Wertheim-van Dillen and J van der Noordaa;"Rapid and simple method for purification of nucleic acids."J. Clin. Microbiol. March 1990 vol. 28 no. 3 495-503
3. 1 2 3 4  Hideji Tajima;US6331277 ,
US 2001/0007770 A1  and their family patents.
See also .
4. 1 2 3  
Hideji Tajima;US6509193
5. 1 2 3  
Matti Korpela; US6468810
6. 1 2 3  
Technical Notes by Bio-Nobile brand
7. ↑  By John Brunstein;"Sample extraction methods: how we obtain DNA and RNA"
8. 1 2 3  How do SPRI beads work?
9. ↑  
B Vogelstein and D Gillespie;"Preparative and analytical purification of DNA from agarose" PNAS 1979 vol. 76 no. 2 pp.615-619
10. ↑  生化学辞典（第２版）、東京化学同人、ｐ２５０１９９０年
11. ↑  生化学実験講座１ タンパク質の化学Ｉ−分離精製、東京化学同人、ｐ２７、１９７６年
12. ↑  特許第3922028号公報

### See also
- Nucleic acid methods
- DNA extraction
- RNA extraction
- Ethanol precipitation
- Phenol-chloroform extraction
- Chaotropic agent
- DNA separation by silica adsorption
- minicolumn purification